# Surveyorprogramma

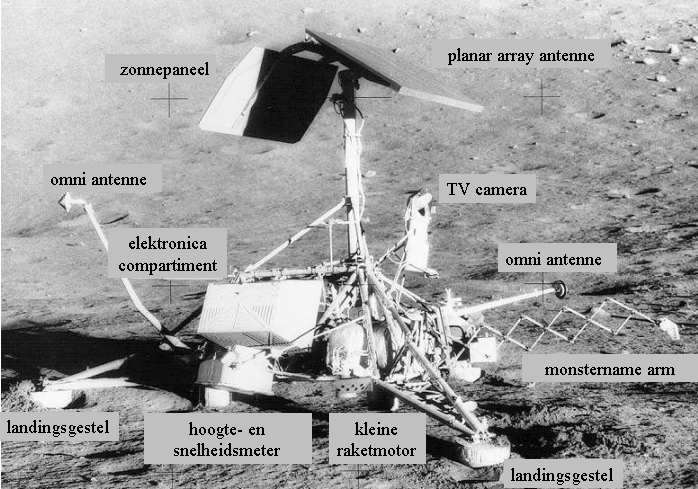
Surveyor op de maan

Het Surveyorprogramma was een Amerikaans ruimtevaart-project dat bestond uit zeven onbemande vluchten naar de Maan. De Surveyor 1 werd gelanceerd op 30 mei 1966 en de laatste missie van het programma, Surveyor 7 werd gelanceerd op 7 januari 1968.
In het voorafgaande Rangerprogramma (1961-1965) zouden sondes op het maanoppervlak te pletter slaan en tot op het moment van de "harde landing" gegevens doorseinen; bij het Surveyor-programma ging het daarentegen om het uitvoeren van "zachte landingen" en het verrichten van bodemonderzoek, om meer te weten te komen over de "geologie" van de maan en om geschikte en interessante landingsplaatsen voor de toekomst te verkennen.

## Oorsprong
In mei 1960 besloot NASA, naast het Ranger-programma, tot een tweede onbemand maanverkenningsprogramma. Het doel was tweeledig: een scheepje in een baan om de maan brengen terwijl een ander deel daarvan een zachte landing uitvoerde. De uitvoering hiervan lag in handen van het JPL, dat tevens de verantwoordelijkheid droeg voor het Ranger-project. Toen president Kennedy medio mei 1961 de intenties van de Verenigde Staten bekendmaakte om bemande maanlandingen uit te voeren, kwamen deze programma's in een stroomversnelling.
Voor het selecteren van geschikte landingsplaatsen had NASA een verkenner in een lage maanbaan nodig, naast een toestel dat werd losgekoppeld om een zachte landing uit te voeren. Nobelprijswinnaar Harold Urey (die in 1953 samen met een collegastudent het fameuze Miller-Urey-experiment
uitvoerde) zinspeelde hier enige jaren tevoren al op tijdens een toespraak in het JPL op 29 oktober 1958. Een studiegroep van het JPL rapporteerde hierover aan NASA en suggereerde onder andere een plan met de naam "Lunar Orbiter".
Naarmate het Surveyor-programma vorderde werd duidelijk dat het, met de toenmalige stand der techniek, te veel gevraagd was om een vaartuig te ontwerpen dat zowel vanuit een omloopbaan als door het afstoten van een lander de maan onderzocht. Orbiter en lander waren onmogelijk in een ontwerp te combineren.
Op 15 juni 1962 stelde NASA's Centrum voor bemande ruimtevaart een vragenlijst op waarop ze antwoord wilden hebben van deskundigen, alvorens ze mensen aan risico's van een maanlanding blootstelden. Mede op grond van deze vragenlijst besloot NASA op 20 juli 1962 twee aparte programma's op te starten. Het Langley Research Center kreeg de verantwoordelijkheid voor het Lunar Orbiterprogramma. Het Surveyorprogramma werd uitgevoerd door JPL.
De Surveyor-vluchten dienden een drieledig doel:
- Uitvoeren van zachte landingen.
- Gegevens verzamelen voor bemande maanlandingen.
- Andere experimenten met een puur wetenschappelijk doel.

Dit gebeurde onder meer door onderzoek van bodemmonsters met een graafarm. De langstwerkende verkenner uit deze reeks, Surveyor 1, overleefde de bittere condities op de maan gedurende enige maannachten. De Surveyor 1, 3, 5 en 6 leverden antwoord op alle bij deskundigen levende vragen.

## Ruimterace
De Amerikaanse Surveyor was technisch trouwens aanzienlijk gecompliceerder dan zijn Russische tegenhanger uit het Loenaprogramma. Door de Koude Oorlog probeerden de supermachten elkaar voortdurend de voet dwars te zetten. De Russen schoten daarom de ene na de andere Loena richting maan, om de Amerikanen te snel af te zijn met een eerste geslaagde zachte landing, voordat NASA met deze gewilde primeur in de ruimterace aan de haal ging en zo alle aandacht van de wereldpers opeiste.

## Gewaagde gok
Zodoende stuurde NASA Surveyor 7 op een ietwat linkere missie, die ze normaliter zorgvuldig vermeden. Deze maanverkenner, uitgerust met een maximum gewicht aan wetenschappelijke apparatuur, vloog op bergachtig gebied af en maakte een geslaagde landing. Aan deze gewaagde keuze ging overigens een stevige discussie vooraf, niet iedereen was even gecharmeerd van zo'n "zelfmoordmissie". Echter het argument om nu eens berglandschap te onderzoeken overtuigde de leiding.
In wetenschappelijke kringen drong men aan op een achtste vlucht, maar de Apollo-landingen naderden en ook NASA beschikte niet over onbeperkte financiële speelruimte, dus zetten ze Surveyor 8 in de ijskast.
Het programma werd opgestart om te bewijzen dat een zachte landing op het maanoppervlak mogelijk was. Dat was nodig voordat een bemande maanlanding kon worden ondernomen. Als voorbereiding op het Apolloprogramma werd ook een koerscorrectie uitgevoerd tijdens enkele vluchten om de technologie te testen.

## Kosten van het project
Dit programma kostte de Amerikaanse belastingbetaler in totaal 469 miljoen dollar.

## Resultaten
Alle Surveyors zijn op de Maan achtergebleven. De Surveyor 2 en Surveyor 4 zijn te pletter geslagen op de Maan.
De landingsplaats van de Apollo 12 lag op loopafstand van de landingsplaats van de Surveyor 3. De astronauten van Apollo 12 (november 1969) hebben een stuk van de Surveyor 3 (april 1967) meegenomen. Bij onderzoek van de meegenomen camera trof NASA levende bacteriën (van de soort Streptococcus mitis) aan. Lang is beweerd dat die bacteriën al die tijd overleefd hadden op de maan. In 2011 werd duidelijk dat de gevonden bacteriën door de onderzoekers zelf door gebrekkige cleanroometiquette waren geïntroduceerd en dus nooit op de maan zijn geweest.
De lancerings- en landingsdata van de Surveyors zijn:
- Surveyor 1 - Gelanceerd op 30 mei 1966; geland in de Oceanus Procellarum 2 juni 1966.
- Surveyor 2 - Gelanceerd op 20 september 1966; neergestort nabij de krater Copernicus, 23 september 1966.
- Surveyor 3 - Gelanceerd op 17 april 1967; geland in de Oceanus Procellarum, 20 april 1967.
- Surveyor 4 - Gelanceerd op 14 juli 1967; neergestort in de Sinus Medii, 17 juli 1967.
- Surveyor 5 - Gelanceerd op 3 september 1967; geland in de Mare Tranquillitatis, 11 september 1967.
- Surveyor 6 - Gelanceerd op 7 november 1967; geland in de Sinus Medii, 10 november 1967
- Surveyor 7 - Gelanceerd op 7 januari 1968; geland nabij de krater Tycho, 10 januari 1968

Surveyor 1 · Surveyor 2 · Surveyor 3 · Surveyor 4 · Surveyor 5 · Surveyor 6 · Surveyor 7